# París-Roubaix 1960
La París-Roubaix 1960 fou la 58a edició de la París-Roubaix. La cursa es disputà el 10 d'abril de 1960 i fou guanyada pel belga Pino Cerami, que s'imposà en solitari a l'arribada a Roubaix. Segon i tercer arribaren el francès Tino Sabbadini i el català Miquel Poblet.
78 ciclistes acabaren la cursa.

## Classificació final
|    | Ciclista         | Equip                 | Temps      |
| -- | ---------------- | --------------------- | ---------- |
| 1  | Pino Cerami      | Peugeot-BP-Dunlop     | 6h 01' 45" |
| 2  | Tino Sabbadini   | Mercier-BP-Hutchinson | + 14"      |
| 3  | Miquel Poblet    | Ignis                 | + 55"      |
| 4  | Jean Forestier   | Helyett-Leroux        | m. t.      |
| 5  | Henri de Wolf    | Helyett-Leroux        | m. t.      |
| 6  | Frans Aerenhouts | Mercier-BP-Hutchinson | m. t.      |
| 7  | Gilbert Desmet   | Carpano               | m. t.      |
| 8  | Jacques Anquetil | Helyett-Leroux        | m. t.      |
| 9  | Tom Simpson      | Rapha-Gitane          | + 1' 03"   |
| 10 | Raymond Impanis  | Faema                 | + 1' 11"   |